# San Inazio (métro de Bilbao)
San Inazio est une station de la section commune à la ligne 1 et la ligne 2 du métro de Bilbao. Elle est située quartier Deusto, sur le territoire du premier arrondissement de Bilbao, dans la province de Biscaye, communauté autonome du Pays Basque, en Espagne.

## Situation sur le réseau
Établie en souterrain, la station San Inazio est la station de bifurcation ouest de la section commune à la ligne 1 et la ligne 2. Elle est située entre : les stations Lutxana (L1), en direction du terminus nord-ouest Plentzia et Gurutzeta/Cruces (L2), en direction du terminus ouest Kabiezes ; et la station Sarriko (section commune L1 et L2), en direction des terminus sud-est Etxebarri (L1) et Basauri (L2).

Plan du métro de Bilbao.

## Services aux voyageurs

### Desserte
San Inazio est desservie par des rames des lignes 1 et 2 du métro.